# José de Arimateia Coriolano de Paiva
José de Arimateia Coriolano de Paiva (Alexandria), é um político brasileiro, filiado ao Republicanos. Nas eleições de 2022, foi eleito deputado estadual pela BA.